# Megistophylla planiceps
Megistophylla planiceps är en skalbaggsart som beskrevs av Gilbert John Arrow 1941. Megistophylla planiceps ingår i släktet Megistophylla och familjen Melolonthidae. Inga underarter finns listade i Catalogue of Life.